# Tremolo (organo)

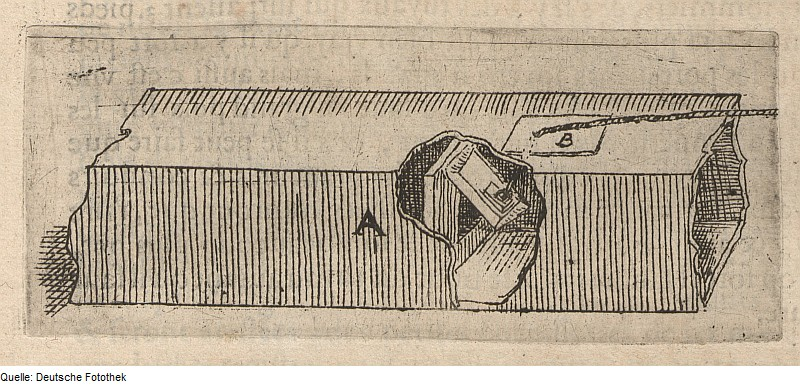
Funzionamento del tremblant doux.

Il tremolo è un accessorio proprio dell'organo.

## Struttura
Il tremolo è un sistema, presente sugli organi a canne, che permette di variare l'intensità dell'aria soffiata dai mantici. Questo produce un vibrato nei suoni prodotti dai vari registri. La sua origine risale al XVI secolo.
Nella scuola organaria francese sono presenti due tipi di tremolo. In entrambi i casi il dispositivo è collocato nel condotto portavento (che porta l'aria dai mantici alla secreta), ed è costituito da una tavoletta che oscilla sotto l'azione combinata della pressione dell'aria e di una molla: nel tremblant fort, la tavoletta apre e chiude ritmicamente alcuni fori nel condotto portavento, provocando ad ogni apertura una fuga d'aria e una conseguente caduta di pressione; il tremblant doux, invece, oscilla all'interno del condotto portavento, producendo una variazione di pressione più contenuta.